# Siswanto
Siswanto là một cầu thủ bóng đá người Indonesia hiện tại thi đấu cho Persiba Balikpapan ở Indonesia Soccer Championship. Anh cao 165 cm. Anh chơi ở vị trí tiền vệ chạy cánh.

## Sự nghiệp
Ngày 2 tháng 12 năm 2014, anh ký hợp đồng với Persebaya Surabaya.

## Danh hiệu
Sriwijaya
Vô địch
- Indonesia Super League: 2011–12